# Violência política no Egito (2013–2014)
A crise política egípcia foi uma onda de violência e manifestações que aconteceram no Egito como consequência do golpe de Estado de 2013.
Logo após a remoção do presidente Mohamed Morsi do poder em 3 de julho por militares egípcios, diversos grandes protestos populares liderados, na maioria das vezes, pela Irmandade Muçulmana abalaram o país. A principal reivindicação dos manifestantes era o retorno de Morsi a presidência. Alguns setores da sociedade, contudo, apoiaram o golpe e também fizeram manifestações favoráveis ao novo governo interino. Por vários dias, os protestos contra os golpistas sofreram com a repressão por parte das forças de segurança egípcias, que acabou terminando com diversas mortes. Confrontos entre manifestantes simpatizantes dos militares e militantes de grupos islâmicos também foram reportados. O então primeiro-ministro do país, Hazem al-Beblawy, ameaçou reprimir e impedir qualquer manifestação pró Morsi nos arredores da mesquita de Rabaa al-Adawiya, onde muitos manifestantes que apoiavam a Irmandade Muçulmana estavam acampados, e também na praça al-Nahda.
Em 14 de agosto, confrontos violentos nas ruas da capital Cairo entre manifestantes, apoiados por militantes islamitas armados, e soldados do exército nacional terminaram com a morte de 638 pessoas. Ao fim de agosto, a violência aumentou de intensidade, causando a morte de centenas de pessoas e a prisão de milhares de outras. Vários integrantes da cúpula da Irmandade Muçulmana no Egito também foram presos. A comunidade internacional tem tomado pouca ação a respeito da crise egípcia, mas condena a violência que tem tomado conta das principais cidades do país, especialmente na cidade do Cairo.
Em janeiro de 2014 os protestos perderam força considerável.